# NGC 641
NGC 641 (другие обозначения — ESO 244-42, MCG -7-4-26, AM 0136-424, PGC 6081) — галактика в созвездии Феникс.
Этот объект входит в число перечисленных в оригинальной редакции «Нового общего каталога».
Она имеет характеристики реликтовой радиогалактики, но её ядро имеет свойства «возобновлённого» радиоисточника.